# Parrocchie dell'arcidiocesi di Sorrento-Castellammare di Stabia
Le parrocchie dell'arcidiocesi di Sorrento-Castellammare di Stabia sono 88 e sono distribuite in comuni e frazioni appartenenti alla città metropolitana di Napoli: sono divise in 15 unità pastorali, le quali costituiscono 4 zone pastorali.

## Zona pastorale I

### Unità pastorale 1
| Parrocchia                    | Comune   | Zona/Quartiere | Chiese di competenza parrocchiale |
| ----------------------------- | -------- | -------------- | --- |
| Santa Sofia                   | Anacapri | Centro         | Santa Maria Immacolata Santa Maria delle Grazie Santa Maria Pellegrina Sant'Antonio Santa Maria a Cetrella Santa Maria a Costantinopoli |
| Maria Santissima della Libera | Capri    | Centro         | - |
| Santo Stefano (ex cattedrale) | Capri    | Centro         | San Filippo Neri San Giacomo San Michele Sant'Anna Sant'Andrea Santa Maria del Soccorso Santissimo Salvatore                            |

### Unità pastorale 2
| Parrocchia                               | Comune         | Zona/Quartiere           | Chiese di competenza parrocchiale |
| ---------------------------------------- | -------------- | ------------------------ | --- |
| San Paolo Apostolo                       | Massa Lubrense | Pastena                  | - |
| San Pietro Apostolo                      | Massa Lubrense | Monticchio               | Santa Maria della Neve Santa Maria di Loreto San Rocco Santissimo Rosario                                                                            |
| San Tommaso apostolo                     | Massa Lubrense | Torca                    | San Filippo Neri |
| San Vito Martire                         | Massa Lubrense | Acquara                  | San Paolo |
| Sant'Agata                               | Massa Lubrense | Sant'Agata sui Due Golfi | - |
| Sant'Andrea Apostolo                     | Massa Lubrense | Marciano                 | - |
| Santa Croce                              | Massa Lubrense | Termini                  | San Costanzo San Giovanni Battista Santa Maria di Mitigliano                                                                                         |
| Santa Maria delle Grazie (ex cattedrale) | Massa Lubrense | Centro                   | Santa Teresa Santa Maria della Lobra Santa Maria del Rosario San Francesco di Paola Arorella Santa Maria della Misericordia San Liberatore Sant'Anna |
| Santissima Addolorata                    | Massa Lubrense | Marina di Puolo          | - |
| Santissimo Salvatore                     | Massa Lubrense | Nerano                   | Sant'Antonio |
| Santissimo Salvatore                     | Massa Lubrense | Schiazzano               | - |

### Unità pastorale 3
| Parrocchia                           | Comune   | Zona/Quartiere | Chiese di competenza parrocchiale |
| ------------------------------------ | -------- | -------------- | --- |
| Santi Filippo e Giacomo (cattedrale) | Sorrento | Centro         | Santa Maria Assunta Santa Maria delle Grazie Santa Maria del Rosario Santi Felice e Baccolo Francesco d'Assisi San Paolo Sant'Antonio Sant'Antonino Madonna del Carmine Santa Maria della Pietà Santa Maria del Soccorso Santissima Addolorata Santissima Annunziata Santa Maria della Misericordia |
| Nostra Signora di Lourdes            | Sorrento | Marano         | Natività di Maria Vergine San Pietro a Mele Sant'Onofrio |
| Sant'Anna                            | Sorrento | Marina Grande  | - |
| Sant'Attanasio Vescovio              | Sorrento | Priora         | Santa Maria del Toro Santa Maria della Purità |
| Santa Lucia a Fuorimura              | Sorrento | Santa Lucia    | Sant'Anna |
| Santa Maria di Casarlano             | Sorrento | Casarlano      | San Biagio Santa Maria di Montevergine |
| Santissimo Rosario                   | Sorrento | Capo           | Santa Maria del Carmine |

## Zona pastorale II

### Unità pastorale 4
| Parrocchia                | Comune            | Zona/Quartiere      | Chiese di competenza parrocchiale |
| ------------------------- | ----------------- | ------------------- | --- |
| Natività di Maria Vergine | Sant'Agnello      | Colli di Fontanelle | - |
| Santa Maria delle Grazie  | Sant'Agnello      | Trasaella           | - |
| Santi Prisco e Agnello    | Sant'Agnello      | Centro              | Beata Vergine dell'Annunciazione San Biagio Santa Maria di Porto Salvo San Giovanni Evangelista San Giuseppe San Martino San Rocco Natività di Maria Santissima San Vito Santa Maria dei Sette Dolori                             |
| San Michele Arcangelo     | Piano di Sorrento | Centro              | Santa Maria di Rosella Santa Maria della Misericordia San Nicola Santa Margherita Santa Maria delle Grazie Santa Teresa Santissima Annunziata Santissimo Sacramento                                                               |
| Santa Maria di Galatea    | Piano di Sorrento | Mortora             | San Liborio Sant'Andrea Purificazione di Maria Santissima |
| Santissima Trinità        | Piano di Sorrento | Trinità             | San Pietro Sant'Agostino Santa Maria Cerignano Santa Maria delle Grazie al Cavone |
| Santa Maria del Lauro     | Meta              | Centro              | Angeli Custodi Santa Maria Assunta Santa Maria delle Vittorie Santa Maria delle Grazie a Cassari Santa Maria delle Grazie a Rivo Santa Maria di Loreto Santa Maria della Misericordia Santissima Annunziata Santissima Immacolata |

### Unità pastorale 5
| Parrocchia               | Comune       | Zona/Quartiere | Chiese di competenza parrocchiale |
| ------------------------ | ------------ | -------------- | --- |
| San Giovanni Battista    | Vico Equense | Massaquano     | Santa Maria a Chieia Santa Lucia Santa Maria Assunta Sant'Andrea                                                                                                 |
| San Giovanni Evangelista | Vico Equense | Bonea          | Santa Maria Assunta Santa Maria della Salute Sant'Antonio di Padova San Vito Santa Maria del Rosario Santa Maria Visita Poveri                                   |
| San Marco Evangelista    | Vico Equense | Seiano         | Santissimo Crocifisso e Immacolata Sant'Antonio di Padova Santa Maria Vecchia Santa Maria delle Lacrime Santa Maria Aiuto dei Cristiani                          |
| Santi Ciro e Giovanni    | Vico Equense | Centro         | Santa Maria delle Grazie Santa Maria del Toro Santissima Annunziata (ex cattedrale) Santa Maria Assunta Santissima Trinità Mater Dolorosa Santa Maria della Neve |
| Santi Pietro e Paolo     | Vico Equense | Montechiaro    | Santa Maria del Rosario Santa Maria delle Grazie Santa Maria del Carmine a Scutolo Santa Maria del Carmine a Petrignano                                          |
| Santissimo Salvatore     | Vico Equense | San Salvatore  | Santa Maria delle Grazie San Francesco d'Assisi |

### Unità pastorale 6
| Parrocchia                | Comune       | Zona/Quartiere | Chiese di competenza parrocchiale                                                |
| ------------------------- | ------------ | -------------- | -------------------------------------------------------------------------------- |
| Natività di Maria Vergine | Vico Equense | Pacognano      | -                                                                                |
| San Michele Arcangelo     | Vico Equense | Ticciano       | San Giovanni Evangelista San Lorenzo                                             |
| San Renato Vescovo        | Vico Equense | Moiano         | San Bartolomeo San Paolo San Pietro Apostolo Santa Maria del Castello San Nicola |
| Sant'Andrea Apostolo      | Vico Equense | Preazzano      | San Pietro                                                                       |
| Sant'Antonino Abate       | Vico Equense | Arola          | San Giacomo Sant'Anna Santa Maria Annunziata San Romualdo                        |
| Santi Pietro e Paolo      | Vico Equense | Fornacelle     | -                                                                                |
| Santa Maria delle Grazie  | Vico Equense | Alberi         | -                                                                                |

## Zona pastorale III

### Unità pastorale 7
| Parrocchia                                             | Comune                  | Zona/Quartiere | Chiese di competenza parrocchiale |
| ------------------------------------------------------ | ----------------------- | -------------- | --- |
| Santissima Maria Assunta e San Catello (concattedrale) | Castellammare di Stabia | Centro         | Gesù e Maria Santa Maria dell'Orto Santissimo Crocifisso al Rivo Santissimo Nome di Maria Santissimo Crocifisso e Anime del Purgatorio San Michele Arcangelo al Monte Faito |
| Maria Santissima del Carmine                           | Castellammare di Stabia | Centro         | San Francesco Saverio |
| San Vincenzo                                           | Castellammare di Stabia | Centro         | - |
| Santa Maria della Pace                                 | Castellammare di Stabia | Centro         | San Bartolomeo Sant'Anna a Licerta Santa Caterina d'Alessandria Santa Maria del Soccorso                                                                                    |
| Spirito Santo                                          | Castellammare di Stabia | Centro         | Sacro Cuore di Maria Immacolata Santa Maria di Portosalvo Santa Maria di Pozzano                                                                                            |

### Unità pastorale 8
| Parrocchia                         | Comune                  | Zona/Quartiere | Chiese di competenza parrocchiale |
| ---------------------------------- | ----------------------- | -------------- | --------------------------------- |
| San Marco                          | Castellammare di Stabia | San Marco      | -                                 |
| Sant'Antonio da Padova             | Castellammare di Stabia | Tavernola      | -                                 |
| Santa Maria del Santissimo Rosario | Castellammare di Stabia | Starza         | -                                 |

### Unità pastorale 9
| Parrocchia                                     | Comune                  | Zona/Quartiere | Chiese di competenza parrocchiale |
| ---------------------------------------------- | ----------------------- | -------------- | --------------------------------- |
| Beata Maria Vergine di Lourdes e Sant'Agostino | Castellammare di Stabia | Cantieri       | -                                 |
| Gesù Buon Pastore                              | Castellammare di Stabia | Moscarella     | -                                 |
| Maria Santissima dell'Arco                     | Castellammare di Stabia | Ponte Persica  | -                                 |
| San Gioacchino                                 | Castellammare di Stabia | Postiglione    | -                                 |
| Santissima Annunziata                          | Castellammare di Stabia | Pioppaino      | -                                 |

### Unità pastorale 10
| Parrocchia           | Comune                  | Zona/Quartiere | Chiese di competenza parrocchiale                                                                          |
| -------------------- | ----------------------- | -------------- | --- |
| San Nicola           | Castellammare di Stabia | Mezzapietra    | - |
| San Matteo           | Castellammare di Stabia | Quisisana      | San Francesco a Quisisana San Giacomo Maggiore Madonna della Libera Santo Stefano alle Fratte Divino Amore |
| Sant'Eustachio       | Castellammare di Stabia | Privati        | - |
| Santissimo Salvatore | Castellammare di Stabia | Scanzano       | Sacro Cuore Santa Croce                                                                                    |
| Santo Spirito        | Castellammare di Stabia | Quisisana      | Santa Maria della Sanità                                                                                   |

## Zona pastorale IV

### Unità pastorale 11
| Parrocchia                                                  | Comune           | Zona/Quartiere | Chiese di competenza parrocchiale                    |
| ----------------------------------------------------------- | ---------------- | -------------- | ---------------------------------------------------- |
| Sant'Agnese                                                 | Casola di Napoli | Pietra         | -                                                    |
| Santissimo Salvatore e Sant'Andrea Apostolo                 | Casola di Napoli | Centro         | Santa Maria delle Grazie San Giuseppe                |
| San Bartolomeo Apostolo                                     | Lettere          | Depugliano     | -                                                    |
| San Michele Arcangelo                                       | Lettere          | Orsano         | -                                                    |
| San Nicola di Bari                                          | Lettere          | San Nicola     | -                                                    |
| Santa Maria Assunta e San Giovanni Battista (ex cattedrale) | Lettere          | Piazza Roma    | San Giovanni Battista San Lorenzo Santissimo Rosario |

### Unità pastorale 12
| Parrocchia                | Comune   | Zona/Quartiere | Chiese di competenza parrocchiale        |
| ------------------------- | -------- | -------------- | ---------------------------------------- |
| Beata Vergine Immacolata  | Pimonte  | Tralia         | -                                        |
| San Michele Arcangelo     | Pimonte  | Centro         | Santa Lucia Madonna delle Grazie in Pino |
| San Nicola                | Pimonte  | Franche        | San Sebastiano                           |
| San Tommaso di Canterbury | Gragnano | Juvani         | -                                        |

### Unità pastorale 13
| Parrocchia               | Comune   | Zona/Quartiere      | Chiese di competenza parrocchiale |
| ------------------------ | -------- | ------------------- | --- |
| San Bartolomeo Apostolo  | Gragnano | Sigliano            | - |
| San Ciro                 | Gragnano | Caprile             | - |
| San Giovanni Battista    | Gragnano | Centro              | San Domenico San Michele Santa Maria del Rosario                                                                                            |
| San Leone II             | Gragnano | Centro              | Maria Santissima Incoronata Santa Maria ad Nives San Vincenzo Ferreri San Vito Nostra Signora di Lourdes San Luigi Santa Maria delle Grazie |
| San Marco Evangelista    | Gragnano | Centro              | Santa Caterina San Marco Evangelista Santa Maria del Carmine                                                                                |
| San Nicola dei Miri      | Gragnano | San Nicola dei Miri | - |
| Sant'Agnello Abate       | Gragnano | Aurano              | - |
| Sant'Erasmo              | Gragnano | Centro              | Sant'Anna a Varano |
| Santa Maria dell'Assunta | Gragnano | Castello            | - |

### Unità pastorale 14
| Parrocchia                          | Comune             | Zona/Quartiere | Chiese di competenza parrocchiale                            |
| ----------------------------------- | ------------------ | -------------- | ------------------------------------------------------------ |
| Gesù Redentore                      | Sant'Antonio Abate | Pontone        | -                                                            |
| Maria Santissima del Buon Consiglio | Sant'Antonio Abate | Buonconsiglio  | Gesù Bambino                                                 |
| Sant'Antonio Abate                  | Sant'Antonio Abate | Centro         | Maria Santissima Immacolata San Gerardo Maiella San Giuseppe |
| Santa Maria Rifugio dei Peccatori   | Sant'Antonio Abate | Salette        | -                                                            |

### Unità pastorale 15
| Parrocchia                                    | Comune                  | Zona/Quartiere       | Chiese di competenza parrocchiale |
| --------------------------------------------- | ----------------------- | -------------------- | --------------------------------- |
| Santa Maria del Carmine                       | Santa Maria la Carità   | Petraro              | -                                 |
| Santa Maria la Carità                         | Santa Maria la Carità   | Centro               | -                                 |
| Sacri Cuori di Gesù e Maria                   | Pompei                  | Messigno             | -                                 |
| Sacro Cuore di Gesù                           | Pompei                  | Mariconda            | -                                 |
| Santa Maria dell'Orto in Madonna delle Grazie | Gragnano                | Madonna delle Grazie | -                                 |
| Santa Maria Goretti                           | Castellammare di Stabia | Ponte Persica        | -                                 |